# Agrostophyllum pelorioides
Agrostophyllum pelorioides är en orkidéart som beskrevs av Rudolf Schlechter. Agrostophyllum pelorioides ingår i släktet Agrostophyllum och familjen orkidéer. Inga underarter finns listade i Catalogue of Life.